# Steam Vehicle Company of America
Steam Vehicle Company of America war ein US-amerikanischer Hersteller von Automobilen.

## Unternehmensgeschichte
Irvin D. Lengel hatte bereits 1900 einen Dampfwagen hergestellt. 1901 gründete er das Unternehmen in Reading in Pennsylvania. Er begann mit der Produktion von Automobilen. Der Markenname lautete Reading, evtl. mit dem Zusatz Steamer. 1902 endete die Produktion. Das Unternehmen ging in die Insolvenz. Eine Quelle vermutet, dass ein zu großes Sortiment für den Untergang verantwortlich war.
Die Meteor Engineering Company zog in das Werk und sah sich als Nachfolgeunternehmen an. Lengel war weiterhin beteiligt.

## Fahrzeuge
Im Angebot standen ausschließlich Dampfwagen. Viele hatten einen Dampfmotor mit zwei Zylindern, wie damals in den USA üblich. Es gab aber auch Fahrzeuge mit Vierzylindermotoren. Die Motoren waren unter dem Sitz montiert und trieben über eine Kette die Hinterachse an. Gelenkt wurde mit einem Lenkhebel.
Für 1901 sind die Aufbauformen Stanhope und Runabout überliefert. Daneben gab es einen Lieferwagen.
1902 erhielten die einzelnen Karosserieformen unterschiedliche Modellnamen. Style E war ein Stanhope, Style F ein Dos-à-dos, Style G ein Surrey, Style H ein Tourenwagen, Style J ein leichter Lieferwagen, Style K ein Lieferwagen und Style L ein Tourenwagen als Dos-à-dos.

## Modellübersicht
| Jahr | Modell  | Aufbau                |
| ---- | ------- | --------------------- |
| 1901 | Steamer | Stanhope, Lieferwagen |
| 1902 | Style E | Stanhope              |
| 1902 | Style F | Dos-à-dos             |
| 1902 | Style G | Surrey                |
| 1902 | Style H | Tourenwagen Carriage  |
| 1902 | Style J | leichter Lieferwagen  |
| 1902 | Style K | Lieferwagen           |
| 1902 | Style L | Tourenwagen Dos-à-dos |